# Landkreis Zwickauer Land
Landkreis Zwickauer Land – były powiat w rejencji Chemnitz, w niemieckim kraju związkowym Saksonia.
Od 1 sierpnia 2008 powiaty Landkreis Zwickauer Land i Landkreis Chemnitzer Land oraz miasto na prawach powiatu Zwickau utworzyły Landkreis Zwickau.
Stolicą powiatu było Werdau.

## Miasta i gminy
(liczba ludności z 31 grudnia 2006)
| Miasta 1. Crimmitschau (21 953) 2. Hartenstein (4975) 3. Kirchberg (9336) 4. Werdau (23 925) 5. Wildenfels (4000) 6. Wilkau-Haßlau (11 595) | Gminy 1. Crinitzberg (2238) 2. Dennheritz (1466) 3. Fraureuth (5703) 4. Hartmannsdorf b. Kirchberg (1460) 5. Hirschfeld (1260) 6. Langenbernsdorf (3974) 7. Langenweißbach (2829) 8. Lichtentanne (7022) 9. Mülsen (12 527) 10. Neukirchen/Pleiße (4364) 11. Reinsdorf (8565) |

Wspólnoty administracyjne
1. Wspólnota administracyjna Crimmitschau-Dennheritz; gminy Crimmitschau (siedziba) i Dennheritz
2. Wspólnota administracyjna Kirchberg; gminy Crinitzberg, Hartmannsdorf bei Kirchberg, Hirschfeld i Kirchberg